# Lingue ibero-romanze
Le lingue ibero-romanze sono un ramo delle lingue romanze sviluppate nella penisola iberica. Le lingue considerate ibero-romanze sono principalmente le lingue asturiano-leonesi, lo spagnolo, il portoghese, il galiziano e l'aragonese. 

## Caratteristiche principali delle lingue ibero-romanze
- La principale caratteristica delle lingue ibero-romanze è che non perdono le ultime vocali latine, in contrasto con le lingue galloromanze. L’aragonese che perde la (e) finale è l'eccezione nelle lingue ibero-romanze.

- Perdono le forme avverbiali latine Ibi e Inde, a differenza delle altre lingue romanze.

- L'infinito è formato con (r) e non è perso come con le lingue galloromanze, corso e dialetti italiani meridionali.

- Evoluzione dei gruppi latini (cl, fl, pl) a /ʎ/ /t͡ʃ/.

- Evoluzione dei gruppi latini (ci, ti, ce, te) a (/θ/, /z/, /s/).
- Evoluzione di (/k/, /p/, /t/) latine intervocaliche a (/g/, /b/, /d/). Per esempio (formica - hormiga, sapere - saber, tutto - todo)

- Formano dittongo di fronte (o, e) brevi latini, questo cambiamento avvenne in tutte le lingue ibero-romaniche, ad eccezione del galiziano-portoghese. Per esempio (vento - viento, ponte - puente)

- Betacismo: non c'è distinzione tra b e v.

- Formano i plurali con (s).

- Cambiamento del (f) latino per (h) questo fenomeno si è verificato in spagnolo, estremegno, cantabro e nell'asturiano orientale per l'influenza del basco. Per esempio (figlio - hijo).

## Classificazione
Le lingue ibero-romanze comprendono: 
- Lingue iberiche occidentali
  - Lingue asturiano-leonesi
    - asturiano
    - leonese
    - mirandese
    - varianti di transizione tra il castigliano e il asturo-leonese.
      - estremegno
      - cantabrico

  - Lingue castigliane
    - giudeo-spagnolo o ladino
    - spagnolo

  - Lingue galiziano-portoghesi
    - fala
    - gallego
    - portoghese
- Lingue pirenaico-mozarabiche
  - aragonese
  - mozarabico †